# Ricardo Teixeira

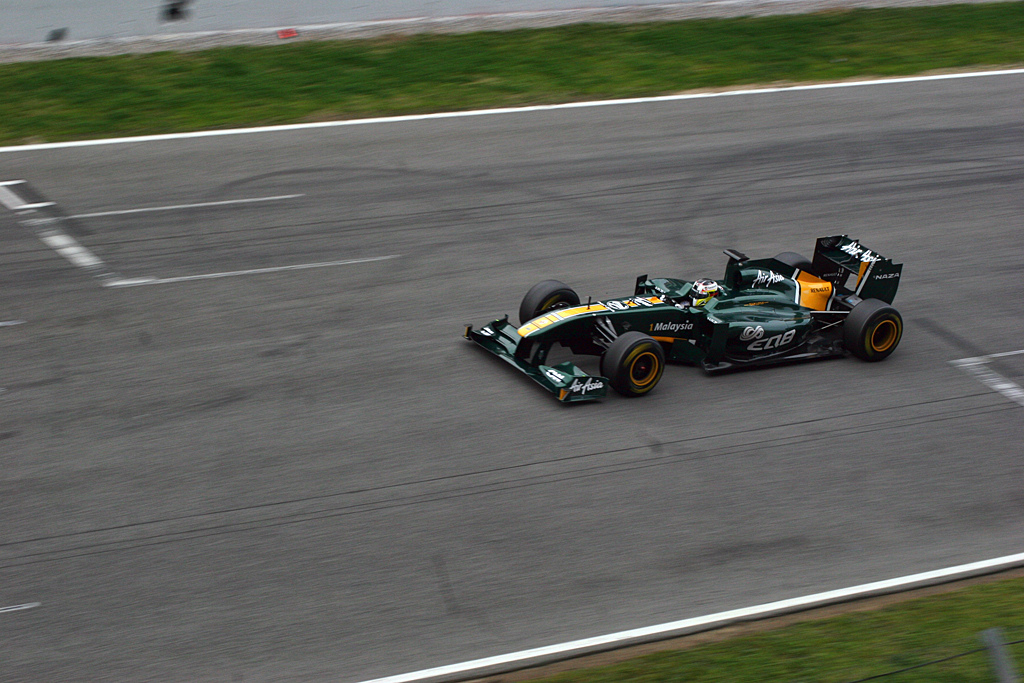
Teixeira in actie in 2011

Ricardo Teixeira (Porto, 2 augustus 1984) is een in Portugal geboren Angolees autocoureur. Hij neemt deel aan raceklassen met beide nationaliteiten en reed onder de Portugese vlag in de GP2 Series van 2009 en in de GP2 Asia Series van 2008-2009.

## Loopbaan
- 2001: Formule BMW Junior Cup Iberia, team onbekend.
- 2002: Britse Formule 3-kampioenschap, team Essencial Motorsport.
- 2003: ARP Formule 3-kampioenschap, team Rowan Racing (5 races, 1 overwinning).
- 2005: Britse Formule 3-kampioenschap, team Carlin Motorsport.
- 2006: Britse Formule 3-kampioenschap, teams Carlin Motorsport en Performance Racing Europe.
- 2007: Britse Formule 3-kampioenschap, team Performance Racing Europe.
- 2007: Duitse Formule 3-kampioenschap, team Rennsport Rössler (2 races).
- 2007: Masters of Formula 3, team Performance Racing Europe.
- 2008: Britse Formule 3-kampioenschap, team Ultimate Motorsport.
- 2008: Masters of Formula 3, team Ultimate Motorsport.
- 2008-09: GP2 Asia Series, team Trident Racing (4 races).
- 2009: GP2 Series, team Trident Racing.
- 2010: Formule 2.
- 2011: Formule 1, Team Lotus (testrijder).
- 2012: GP2 Series, Rapax.
- 2013: GP2 Series, team Trident Racing.

## GP2 resultaten
| Jaar | Inschrijving       | 1          | 2          | 3          | 4          | 5          | 6          | 7          | 8          | 9          | 10         | 11         | 12         | 13         | 14         | 15         | 16         | 17         | 18         | 19         | 20         | Rang | Punten |
| ---- | ------------------ | ---------- | ---------- | ---------- | ---------- | ---------- | ---------- | ---------- | ---------- | ---------- | ---------- | ---------- | ---------- | ---------- | ---------- | ---------- | ---------- | ---------- | ---------- | ---------- | ---------- | ---- | ------ |
| 2009 | David Price Racing | ESP FEA NF | ESP SPR 20 | MON FEA NQ | MON SPR NQ | TUR FEA 14 | TUR SPR 18 | GBR FEA NF | GBR SPR 18 | GER FEA NF | GER SPR 15 | HUN FEA NF | HUN SPR 19 | VAL FEA NF | VAL SPR 14 | BEL FEA NF | BEL FEA 14 | ITA FEA 16 | ITA SPR 14 | POR FEA 15 | POR SPR 21 | 26   | 0      |